# Flank (elektrisch)

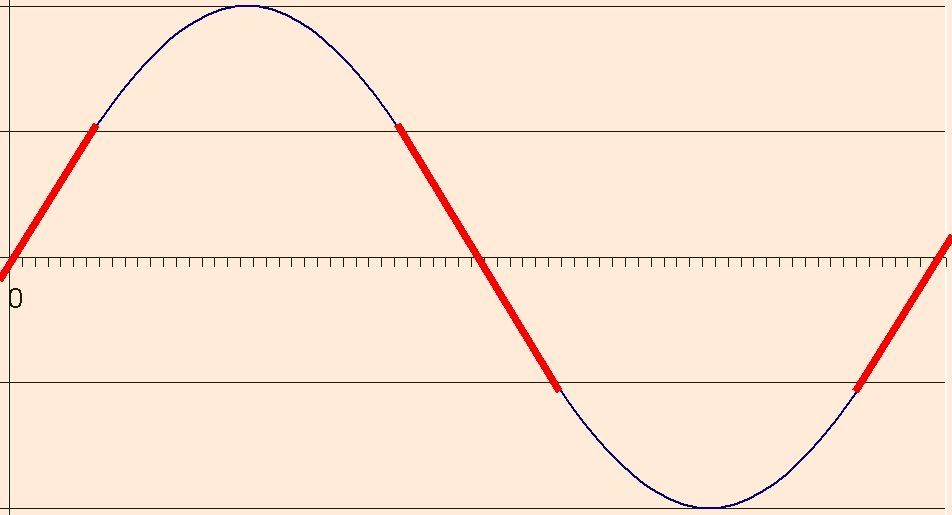
Flanken van een sinus

De flank van een elektrisch signaal is het gedeelte van de periode (elektrisch) dat het sterkste stijgt dan wel daalt.
- Bij zuivere sinusvormige wisselspanningen bevindt de flank zich op de nuldoorgang.
- Bij logische (digitale) signalen is het de transitie van 0 (laag dan wel hoog) naar 1 (hoog dan wel laag)

Aan de steilheid van de flank van digitale signalen valt af te lezen wat de bandbreedte van het systeem is.